# Ádám Magda
Ádám Magda, születési nevén Róth Magdolna (Turjaremete, 1925. október 15. – Budapest, 2017. január 27.) Akadémiai díjas történész, a Magyar Tudományos Akadémia doktora, az Eötvös Loránd Tudományegyetem címzetes egyetemi tanára, az MTA Történettudományi Intézetének tudományos tanácsadója. A 20. századi magyar és egyetemes történelem nemzetközileg elismert kutatója.

## Élete
1925. október 15-én született egy nagy, összetartó zsidó családban a kárpátaljai Turjaremetén. Miután a német csapatok 1944-ben megszállták a területet, Magdát és egész családját az auschwitzi koncentrációs táborba deportálták. Magda és két nővére, akiket rabszolgamunkásként dolgoztattak, túlélték a tábort, de a családjuk többi tagját a nácik meggyilkolták.
A koncentrációs tábor felszabadítása után Budapestre költözött, és feleségül ment Ádám Györgyhöz, gyermekkori szerelméhez. Sok más túlélőhöz hasonlóan belépett a kommunista pártba, amely védelmet ígért az új Magyarországon, de már 1956 előtt kiábrándult a szovjet ellenőrzésből és elnyomásból.
1953-ban az Eötvös Loránd Tudományegyetem (ELTE) Lenin Intézetében orosz–marxizmus-leninizmus szakos középiskolai tanári oklevelet szerzett. 1953 és 1955 között az ELTE BTK Szovjetunió Története Tanszékének tanársegéde, 1955 és 1958 között az MTA–TMB önálló aspiránsa volt. 1958-tól az MTA Történettudományi Intézet Legújabbkori Történeti Osztályának segédmunkatársaként, 1961 és 1965 között tudományos munkatársaként, 1965 és 1985 között tudományos főmunkatársaként működött. 1984-ben az ELTE Bölcsészettudományi Kar címzetes egyetemi tanárává nevezték ki.

### Munkássága
Munkásságából a Kisantant létrejötte körülményeinek és történetének vizsgálatát, a két világháború közötti magyar külpolitika elemzését; a trianoni békeszerződés meghatározó nemzetközi tényezőinek tárgyalását, valamint a dunai államok egymás közötti viszonyainak kutatását emelik ki. E témakörből írta kandidátusi (A kisantant és Magyarország a harmincas években, 1965) majd nagydoktori (A kisantant és Európa 1920-1929, 1984) disszertációját.
Jelentős a tevékenysége a forráskiadás terén is. Néhai Zsigmond László és Juhász Gyula akadémikusokkal együtt jelentős tevékenységet fejtett ki a forráskiadás terén. Nagy szerepe volt a Diplomáciai iratok Magyarország külpolitikájához 1936–1945 című nagy jelentőségű kiadvány létrehozásában, melynek II-III. kötetét ő jegyzi. E vállalkozás alapozta meg a hazai 20. századi diplomácia történetét.
A magyar, a francia, a cseh, és az angol források felkutatásával, feldolgozásával és értelmezésével Ádám Magda új területeket hódított meg a magyar történetírásnak és közreműködött egy új szakágazat megteremtésében.
Főszerkesztőként kezdeményező és meghatározó szerepet játszott a Kárpát-medencére vonatkozó francia külügyi dokumentumok publikálásában, amelynek öt vaskos kötete jelent meg francia nyelven (Documents diplomatiques français sur l’histoire du Bassin des Carpates, 1918-1932), és melynek válogatott iratait magyar nyelven Ormos Máriával közösen adják közre. Az e kötetekben közzétett források legnagyobb része a Francia Külügyminisztérium levéltárából származik. E kötetek ismerete nélkül nem formálható mértékadó vélemény a trianoni békeszerződés létrejöttének körülményeiről, általában az Osztrák-Magyar  Monarchia utódállamainak keletkezéséről, az 1920-30 as évek európai hatalmi politikájáról. A kiadványsorozat nemzetközileg is kiemelkedő jelentőségű. A közel kétezer dokumentum számos egyéb téma mellett részletesen ábrázolja a határmegállapító bizottságok tevékenységét és bizonyítja: a határok meghatározásában nem a tudatlanság, hanem világos politikai akarat döntött. S ez a politikai szándék nem valamely ösztönös gyűlölködés, hanem a nagyhatalmi érdekek egymásnak feszülése következtében formálódott.
Munkásságának másik jelentős csoportját a feldolgozások teszik ki, melyek a legszorosabb kapcsolatban állnak forrásfeltáró munkásságával. A kisantantról szóló négy könyve, Benes-életrajzai, az 1920-as és 1930-as évek nemzetközi kapcsolatrendszerének kulcsfontosságú eseményeit a magyar külpolitika tendenciáival összefüggésben elemző rendkívül gazdag tényanyagra építő írásai a magyar történettudomány nemzetközileg leggyakrabban hivatkozott eredményei közé tartoznak. Ez csak úgy vált lehetségessé, hogy különös gondot fordított művei idegen nyelvű publikálására: a világnyelveken neves folyóiratokban megjelenő tanulmányain és ismert nyugat-európai és amerikai kiadók gondozásában megjelent tanulmánykötetein kívül a kisantant országainak nyelvein is megjelentek művei.
Munkássága iránti nemzetközi érdeklődés fontos jeleként említhető, hogy az angol Variorum Kiadó fontosnak tartotta az idegen nyelven megjelent tanulmányainak reprint kiadását.

## Magyar és külföldi tudományos szervezeti tagság
- 1984-1997 ELTE BTK címzetes egyetemi tanár.
- 1983-1984 visiting fellow (vendég tag) az oxfordi St. Hilda's College Archiválva 2016. december 22-i dátummal a Wayback Machine-ben-ban.
- 1987-1988 vendég tagja a washingtoni Woodrow Wilson Center nek.
- 1988-ban vendégprofesszor az oxfordi St. Hilda's College-ban. 1988-tól tiszteletbeli tagja az oxfordi St. Hilda's Collegenak.
- 1992-2000 A Magyar-Szlovák Történész Vegyesbizottság Magyar Tagozatának elnöke.

## Könyvek (monográfiák, forráskiadványok)
- Nagyhatalmak szorításában. Az Osztrák-Magyar Monarchia utódállamai a két világháború között. Tanulmányok; Aura, Bp., 2014
- Francia diplomáciai iratok a Kárpát-medence történetéről V., 1928–1932, 392 oldal Budapest, 2013, MTA BTK Történettudományi Intézet
- Documents diplomatiques français sur ľhistoire du bassin des Carpates 1918-1932, Rédacteur en chef de la série: Magda Ádám, vol. V., Gondolat Kiadó, 2010, pp. 445
- Francia diplomáciai iratok a Kárpát-medence történetéről IV., 1922-1927, Összeállította és sajtó alá rendezte: Ádám Magda, Ormos Mária, Fordította: Barabás József, Gondolat Kiadó, 2010, old 370
- Ki volt valójában Edvard Beneš?, Gondolat Kiadó 2009, 220 oldal
- Francia diplomáciai iratok a Kárpát-medence történetéről III. 1920–1921. Összeállította és sajtó alá rendezte: Ádám Magda, Ormos Mária. Fordította Barabás József, Akadémiai Kiadó, 2005, 420 old. ISBN 963 05 8421 2
- Francia diplomáciai iratok a Kárpát-medence történetéről. „Trianon”, 1920–1921. Összeállította és sajtó alá rendezte: Ádám Magda, Ormos Mária, Fordította: Barabás József, Akadémiai Kiadó, 2004, 348 old.
- The Versailles System and Central Europe Variorum Collected Studies: ASHGATE Pub. Company, London, 2003, pp. 392
- Documents diplomatiques français sur ľhistoire du bassin des Carpates 1918-1932, Rédacteur en chef de la série: Magda Ádám, vol. IV. Documents réunis par Magda Ádám, György Litván, Mária Ormos, Akadémiai Kiadó, 2002, pp. 631
- Trianon. A magyar békeküldöttség tevékenysége 1920-ban. Szerkesztette és sajtó alá rendezte: Ádám Magda és Cholnoky Győző, Lucidus Kiadó, 2000. 543 old.
- Documents diplomatiques français sur ľhistoire du bassin des Carpates 1918-1932, Rédacteur en chef de la série: Magda Ádám, vol. III. Documents réunis par Magda Ádám, György Litván, Mária Ormos, Akadémiai Kiadó, 1999, pp. 804.
- Francia diplomáciai iratok a Kárpát-medence történetéről 1918–1919. Összeállította és sajtó alá rendezte: Ádám Magda, Ormos Mária. Fordította Barabás József, Akadémiai Kiadó, 1999, 395 old.
- Edvard Beneš. Arcképek kettős tükörben. Nap Kiadó, 1996, és 2010, 167 old.
- Documents diplomatiques français sur ľhistoire du bassin des Carpates 1918-1932. Rédacteur en chef de la série: Magda Ádám, vol. II. Documents réunis par Magda Ádám, György Litván, Mária Ormos, Akadémiai Kiadó, 1995, pp. 676.
- The Little Entente and Europe (1920-1929.) Akadémiai Kiadó, 1993, 330 pp.
- Documents diplomatiques français sur ľhistoire du bassin des Carpates 1918-1932. Rédacteur en chef de la série: Magda Ádám, vol. I. Documents réunis par Magda Ádám, György Litván, Mária Ormos, Akadémiai Kiadó, 1993, pp. 864.
- A Kisantant és Európa 1920–1929, Akadémiai Kiadó, 1989, 279 old.
- Richtung Selbstvernichtung. Die Kleine Entente 1920-1938, Corvina-Bundesverlag, 1988, pp. 220.
- Az elszalasztott lehetőség. (Rajna vidék megszállása). Kossuth Kiadó, 1981, 147 old.
- A Kisantant 1920–1938. Kossuth Kiadó, 1981, 265 old.
- Diplomáciai iratok Magyarország külpolitikájához 1936–1945. (Sorozatszerkesztő: Zsigmond László.) III. köt. Magyarország külpolitikája 1936–1938. Összeállította és sajtó alá rendezte: Ádám Magda, Akadémiai Kiadó, 1970, 809 old.
- Magyarország és a Kisantant a harmincas években. Akadémiai Kiadó, 1968, 359 old.
- Allianz Hitler-Horty-Mussolini. Dokumente zur Ungarischen Aussenpolitik (1933-1944) Einleitende Studie und Vorbereitung der Akten zum Druck von Magda Ádám, Gyula Juhász, Lajos Kerekes. Redigiert von Lajos Kerekes, Akadémiai Kiadó, 1966, pp. 385.
- Diplomáciai iratok Magyarország külpolitikájához 1936–1945. (Sorozatszerkesztő: Zsigmond László.) II. köt. A müncheni egyezmény létrejötte és Magyarország külpolitikája 1936-1938. Összeállította és sajtó alá rendezte: Ádám Magda, Akadémiai Kiadó, 1965, 1029 old.
- Magyarország és a második világháború. (Titkos diplomáciai okmányok a háború előzményeihez és történetéhez). Az iratokat összegyűjtötte, és sajtó alá rendezte: Ádám Magda, Juhász Gyula, Kerekes Lajos, Kossuth Kiadó, első kiadás 1959, második kiadás 1960, harmadik kiadás 1965, 380 old.

## Válogatott tanulmányok
- Kísérletek a Versailles Közép-Európa gazdasági integrálására, Magyar történettudomány az ezredfordulón. Glatz Ferenc 70.születésnapjára, ELTE Eötvös Kiadó, 671-683 old.
- Ádám Magda (2008). „Esterházy János koncepciós pere, 1947” 2. szám, Kiadó: História folyóirat. [2010. március 27-i dátummal az eredetiből archiválva].
- Ádám Magda (2002). „Nagyhatalmi elképzelések a trianoni határokról” 1. szám, Kiadó: História folyóirat. [2014. október 31-i dátummal az eredetiből archiválva].
- Vesztes a boncasztalon. Háttérmunka Trianonban. HVG. 22. 2000. 23. 85, 87-88.
- Ádám Magda (1980). „A kisantant megalakulása” 3. szám, Kiadó: História folyóirat. [2014. április 21-i dátummal az eredetiből archiválva].
- Ádám Magda (1991). „A kisantant és a magyar kisebbségi kérdés” 2-3. szám, Kiadó: História folyóirat.
- Ádám Magda (1995). „Mi történt Trianonban?” 5-6. szám, Kiadó: História folyóirat. [2014. április 29-i dátummal az eredetiből archiválva].
- Ádám Magda (1984). „A királypuccsok és a kisantant I. rész” 1. szám, Kiadó: História folyóirat.
- Ádám Magda (1984). „A királypuccsok és a kisantant II. rész” 2. szám, Kiadó: História folyóirat. [2015. július 31-i dátummal az eredetiből archiválva].
- Ádám Magda (1985). „Igazságot Magyarországnak. A nagyhatalmak játéka, 1927” 3. szám, Kiadó: História folyóirat.
- Ádám Magda (1993). „Hogyan került Horvátország és Szlavónia Szerbiához?” 4. szám, Kiadó: História folyóirat.
- Csehszlovákia megalakulása, História – 1982/045
- Ádám Magda (1999). „München és Franciaország. Létezett-e csehszlovák-francia katonai egyezmény?” 2. szám, Kiadó: História folyóirat. [2014. április 29-i dátummal az eredetiből archiválva].
- A versailles-i Közép-Európa összeomlása. /A müncheni válság és Magyarország./ Századok. 133. 1999. 4. 685-726.
- Eduard Beneš. Rubicon. 37. [1994.] 20-23.
- Ádám Magda (1992). „Unió, kisállam, kisantant. E. Beneš nézetei. 1917-1942.” 7. szám, Kiadó: História folyóirat.
- Nouvelles recherches et perspectives de l’historiographie du Traité de Trianon In: Les traités de Paix de Versailles, de Saint-Germain-en-Laye, Neuilly-sur-Seine, Trianon, Sevres 1919-1920, Bulletin des Amis du Vieux Saint-Germain, No. 37, Numero special colloque international . 2000 pp. 32–44
- Alliance franco-tchécoslovaque In: Československo 1918-1938 (Csehszlovákia 1918-1938) Praha, 1999 pp. 513–522
- A Versailles-i Európa összeomlása (a müncheni válság és Magyarország.) Századok 1999-4, 685-726 old. (angol nyelven in: The Munich Crisis, 1938 Prelud to World War II. Frank Cass – London 1999 pp. 82–122
- Les projets d’intégration françaises et les Etats danubiens dans les années trente, In: Le plan Briand d’Union federale Europeene, Ed, by Fleury, Peter Lang, Bern, 1998 pp. 485–486
- The Establishment of Czechoslovakia. Reprinted from: Hungarians and Their Neighbors in the Modern Times, 1867-1950.Columbia University Press, New York, 1995. (in English, 8 pp.)
- Delusion about Trianon. In. Trianon and East Central Europe. Ed. by Király and Veszprémy Columbia University Press, New York.,1995 pp. 15–19.
- Magyarország sziget volt vagy híd? In: Szomszédaink között Kelet-Európában (Emlékkönyv Niederhauser Emil 70-ik születésnapjára, Szerkesztette Glatz Ferenc, 1993. 313-319 old. (angol nyelven? In: A Missed Opportunity? 1922: * * The reconstruction of Europe, 1995. Ed. by Petricoli, Peter Lang, 1996 pp. 449–464)
- La Paix et la Guerre dans le Bassin danubien dans les années trente.. Revue d’Histoire diplomatique No. 4. Paris, 1993 pp. 325 – 336
- Ethnicity and Nationalism in the Successor States. Case Studies in their intrensic tention and political dynamics Ed. by Kruger and Hitzeroth, Marburg, 1993.pp 35–47
- A kör bezárul. A kisantant megalakulása. In: Erdély a Históriában. Szerek. R. Hoaz. Székelyudvarhely, 1992, 146-147 old.(angol nyelven Hungarians and Their Neighbors in the Modern Times, Ed. by Ferenc Glatz Columbia University Press, New York, 1995 pp. 143–151.)
- The Genoa Conference and the Little Entente. In: Genoa, Rapallo, and European Reconstruction in 1922. Cambridge University Press, 1991 pp. 187–199
- A magyar–csehszlovák államközi kapcsolatok a két világháború között, In: Szomszédok hármas tükörben, Szerk. Szarka László, Budapest, 1987, 239-255 old.
- The Little Entente and the issue of the Hungarian minorities, In: Ethnicity and Society in Hungary Etudes historiques hongroises. Ed. by Ferenc Glatz Budapest, 1990./2 pp. 322–339
- Les projets d’union et les Etats successeurs. In: Les conséquences des traités de paix de 1919-1920 Strasbourg, 1987 pp., 55-74
- Woodrow Wilson and the Successor States. Danubian Historical Stadies Vol, 1. No. 4. Budapest, 1987. 19-56 old.
- IV. Károly exkirály két puccskísérlete, Történelmi Szemle 1982/4 665-713 old. (francia nyelven: Acta Historica 1985/33, pp. 33–85)
- France and Hungary at the Beginning of the 1920’s. in: War and Society in East Central Europe Vol. VI. Essays on War I. A case Study on Trianon, Ed. by Király, Pasztor, Sanders . Columbia University Press New York, 1982. pp. 145–183
- New sources on Trianon. The New Hungarian Quarterly. 122. 1991. 91-97. pp.
- Dunai konfederáció vagy kisantant, Történelmi Szemle 1982/4, 439-484 old. (francia nyelven: Acta Historica 1985 /33 pp. 33 –85
- La Hongrie et Munich. Revue d’histoire de la Deuxième Guerre Mondiale, Press Universitaires de France, No. 132. 1983. 1-24 pp.
- La Hongrie et la Tchécoslovaquie, Revue des études slaves, Paris, 1979/52 pp. 41–52
- Les pays Danubiens et Hitler (1933-1936 ) Revue d’histoire de la Deuxième Guerre Mondiale No. 98 Paris, 1975, 26 pp.)
- Ádám Magda (1991). „Román külügyminiszter a két háború között, N. Titulescu, 1882-1941” 9-10. szám, Kiadó: História folyóirat.

## Cikkek, interjúk
- A francia álláspont többször változott. -- történész a trianoni békeszerződésről.[Riporter:] Ablonczy Balázs. Magyar Nemzet, 58. 1995. 252. 9.
- Vesztők és veszejtők. Új trianoni dokumentumok. [Riporter:] Réti Pál. Hvg. 16. 1994. 31. 55-59.
- ÁDÁM Magda – ORMOS Mária: Nem tehették volna meg – de már aláírták. Ádám Magda és Ormos Mária Trianon dokumentumainak eddigi legteljesebb kiadásáról. [Riporter:] Daniss Győző. Népszabadság. 52. 1994. 189. 25.
- Marik Sándor: Új megvilágításban a Kárpát medence I. világháború utáni története.[halott link] Interjú Ádám Magda történésszel, Beregi Szemle, 2005.